# Яким Богуш
Яким Богуш (*д/н —після 1711) — політичний та військовий діяч, кошовий отаман Війська Запорізького, запеклий супротивник Московської держави, був одним з засновників Олешківської Січі.

## Життєпис
Про місце і дату народження немає відомостей. У травні 1709 року, коли московські каральні загони під командою полковника Яковлева, руйнуючи все на своєму шляху, підійшли до містечка Кам'яний Затон, розташованого на лівому березі Дніпра, майже навпроти Січі, козаки (за відсутності кошового отамана Петра Сорочинського) обрали собі наказного кошового Якима Богуша, що опанував науку військового та козацько-січового життя. Богуш став рішуче готувати Січ до оборони.
Яковлев послав до нього з листом якогось, ніби пійманого поблизу козака, але січовики того козака втопили: щоб не вештався тут із російськими посланнями. Тоді росіяни, не маючи змоги підійти до Січі ні кінно, ні пішо, оскільки з трьох боків Січ омивали річки, а з четвертого козаки викопали та заповнили водою величезний рів, почали обстрілювати табір з гармат. Проте ядра майже не долітали, а від тих, що якось долітали, козаки спокійно ховалися до шанців чи сиділи в плавнях. Яковлев посадив був своїх вояк на човни і звелів узяти Січ штурмом. Але козаки відбили їх. Вони підпустили росіян ближче, а тоді заходилися топити їм човни з гармат і рушниць. Втрати московитів сягнули вже понад 300 вбитими.
В цей час на допомогу Яковлеву підійшов полковник Гнат Галаган. Січовиків збила з пантелику сама поява його полку. Уздрівши в степу кінноту, Богуш подумав, що це повертається з татарами кошовий Сорочинський, і повів своїх воїнів на прорив облоги, щоб з'єднатися з ним. Скориставшись із цього, росіяни вдерлися на Січ. Швидко зорієнтувавшись, що під командою Галагана прибули зрадники, запорожці притьмом кинулися назад до укріплень, вибили звідти тих, хто туди заскочив. Але й самі зазнали при цьому серйозних втрат. Зрештою довірившись Галагану, частина запорожців здалася.
Інші козаки на чолі із Богушем не припинила опору. З боєм відійшовши в плавні, ці козаки посідали на сховані там човни, перейшли знаними собі протоками та рукавами кілька миль, а тоді вже висадилися на берег. Саме Яким Богуш зі своїми козаками й нагледів місце для нової Січі — в гирлі річки Кам'янки, навпроти острова Коженина. Згодом до них приєднався кошовий отаман П. Сорочинський, що повернувся з Криму, а відтак почали сходитися звідусіль інші козаки: і ті, що вціліли в битві за Січ, і ті що на час бою були поза Січчю — по різних зимівниках та хуторах.
У 1710 році Яким Богуш обирається кошовим отаманом, він виводить козаків з Кам'янки й започатковує Олешківську Січ. У 1711 році він надіслав листа шведському королю Карлу XII в Бендери і закликав його знову підняти прапор боротьби з росіянами. В «Истории Малой России» Бантиш-Каменського цитується лист шведського короля, адресований Якиму Богушу. В ньому король висловлює сподівання, що боротьба проти Московії триватиме. І кличе запорожців надалі бути під його «королівським прапором». Про подальшу долю Богуша немає жодних вданих.